# 洞爺丸事故
洞爺丸事故（とうやまるじこ）は、1954年（昭和29年）9月26日に青函航路で台風第15号（洞爺丸台風）により起こった、日本国有鉄道（国鉄）の青函連絡船洞爺丸が沈没した海難事故である。死者・行方不明者あわせて1155人に及ぶ、日本海難史上最悪の事故となった。

## 経緯
1954年（昭和29年）9月26日未明に九州南部に上陸していた台風第15号（のち沈没した船名を冠し1958年に洞爺丸台風と命名される）は、函館海洋気象台によると、15時時点で青森県西方約100キロメートルにあって、中心気圧968ミリバール（当時の単位。数値はヘクトパスカルと同一）、時速110kmで北東に進んでおり、その後17時頃渡島半島を通過して津軽海峡にもっとも接近すると予想されていた。

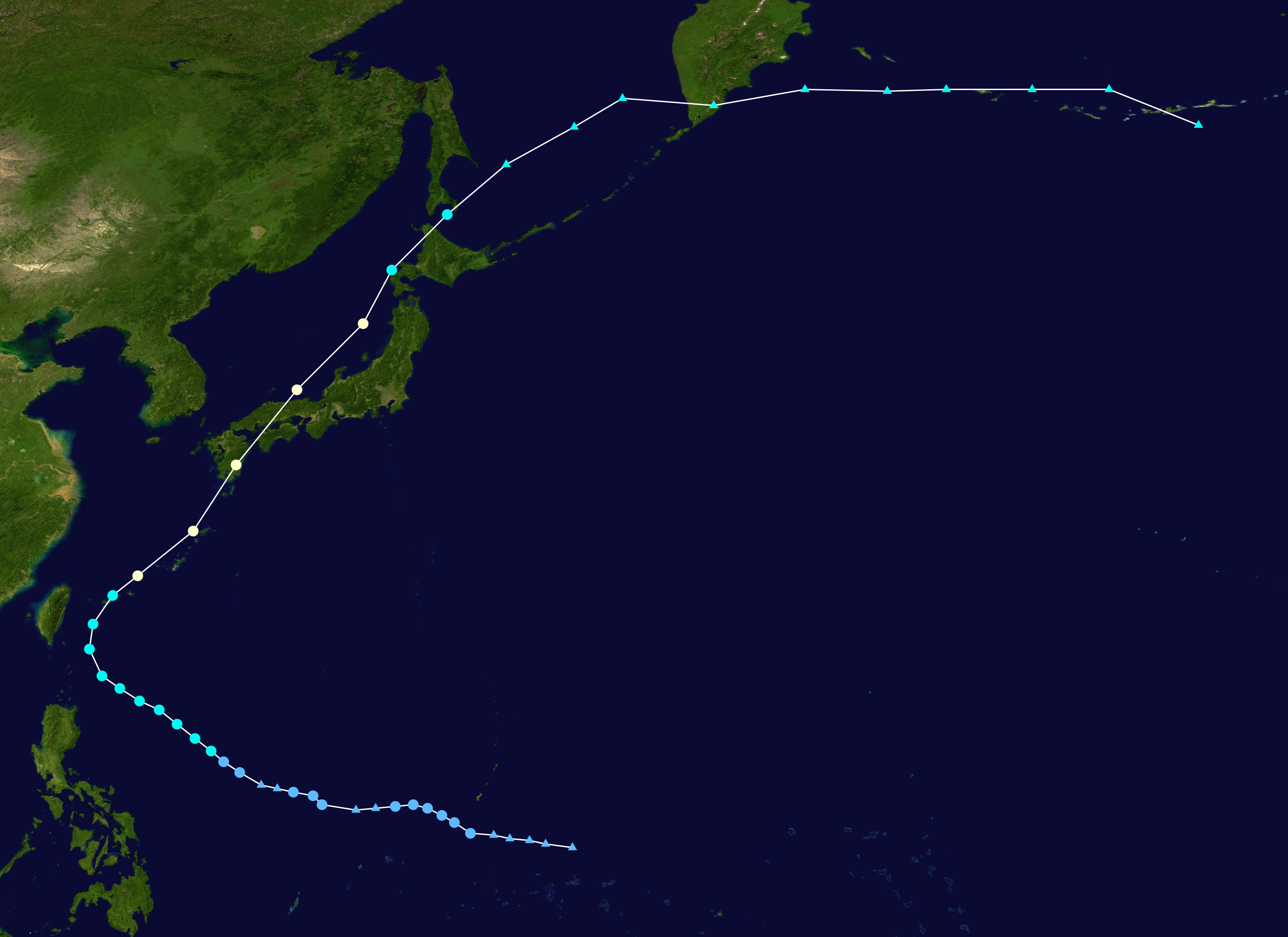
台風15号の進路

以下、事故当日の洞爺丸の経緯を記述する。
6時30分
下り3便として青森第1岸壁を出航。
11時05分
函館港に入航し鉄道桟橋第1岸（函館駅参照）に到着。折り返し上り4便として14時40分に出航するまで待機。船長の近藤平市は、台風接近前に陸奥湾に入り、青森に到着する見通しを立てていた。
11時30分
台風接近のため、函館海洋気象台が暴風警報を発表。
12時40分頃
函館から青森へ向かっていた62便（貨物便）渡島丸より、津軽海峡中央から「風速25メートル、波8、うねり6、動揺22度、針路南東で難航中」との通報が入る。危険を感じた後続の54便（貨物便）第六青函丸と1202便（客貨便）第十一青函丸は、津軽海峡に差し掛かったところで運航を中止し、函館へ引き返した。
15時10分
第十一青函丸の乗客（アメリカ軍関係者57名、日本人119名）と車両（1等寝台車 、荷物車マニ32 16）を洞爺丸へ移乗させることになったが、荷物車の積込みに時間がかかっていた。これ以上遅れると、台風が来るまでに陸奥湾内へ逃げ込めなくなるため、これ以上の車両積込を拒否して船尾の可動橋（車両を載せるために船体後部にかけられる橋）を上げようとした。しかし、この日は函館市内で断続的に発生していた停電のために可動橋が上がらず、出港の見通しが一時的に立たなくなったため、台風接近の影響も考慮して運航を見合わせた。停電はわずか2分間であったが、出航見合わせの決定は取り消されず、引き続き寝台車の積込みが行われた。もしこのとき出港していれば、難航はしただろうが洞爺丸は間違いなく無事に青森に着いていたであろうと言われている。
17時00分頃
函館では土砂降りの後に風が収まり晴れ間ものぞき、台風の目が通過したことを思わせた。当時の函館海洋気象台の観測では気圧は983.3ミリバールで、中央気象台の発表した台風の中心気圧より高かったが、風速は15時に19.4メートルに達したのち衰え、17時には17.3メートル、18時にはさらに13.7メートルに弱まっている。近藤船長は、台風の速度から天候の回復は早いものになるとみて、津軽海峡の気象状況を検討した結果、自身の気象判断に絶対の自信を持っていたことで出航を決断した。17時40分頃、出航時刻を18時30分とすることを発表した。しかし、この一時的な天候回復は台風の目に入った影響ではなく、実際には閉塞前線の通過であったと考えられている。事故当時は、気象衛星の観測やコンピューターを使ったデータ解析による予報は存在しなかったことにも留意する必要がある。
18時25分頃
洞爺丸は昇橋したものの、引き船5隻を用いて着岸に難渋していた石狩丸が係留し終わるのを待ってから離岸し、18時39分に青森へ向けて遅れ4便として出航した。乗員乗客は合わせて1,314人が乗船していた。出航して間もなく、南南西からの風が著しく強くなった。洞爺丸は、18時55分頃に函館港防波堤西出入口を通過した。
19時00分頃
港外に出た直後から猛烈な風浪に襲われたため、近藤船長は投錨し仮泊することを決断。風下に圧流されたことから西向きに針路をとった後、19時01分に荒天が収まるのを待つために函館港防波堤灯台付近の海上（真方位300度0.85海里）に投錨し仮泊を開始した。この頃、札幌管区気象台19時発表の台風情報を無線室が受信し船長に報告した。寿都西方50キロメートルの海上を北北東に進行中との内容に、台風が過ぎ去ったと判断していた船長は違和感を覚える。気象台はこのとき台風の速度が急に落ちていたことを把握できていなかった。実際の台風の位置は、函館湾と同緯度の渡島半島西方海上を過ぎたところで、寿都西方50キロメートルに到達したのは約2時間後の21時頃であった。やがて平均して40メートル、瞬間的には50メートルを超える南西方向からの暴風と猛烈な波浪のために洞爺丸は走錨をはじめる。また、船尾車両搭載口より進入した海水が客貨車甲板に滞留し、水密が不完全な構造だった車輌甲板からボイラー室、機関室への浸水が発生し、蒸気ボイラーへの石炭投入が困難になった。
20時30分頃
車両甲板上へ奔入する海水量の増加と船体の動揺により、船員は甲板からの引上げを余儀なくされる。開口部から機関室や缶室（ボイラー室）などへの浸水は進み、発電機は次々に運転不能となるとともにビルジ（船底に溜まる汚水のこと）の排出もできなくなり、21時50分頃に左舷主機、22時5分頃には右舷主機が運転不能となった。両舷主機の停止で操船の自由を失った洞爺丸は沈没を避けるため、遠浅の砂浜である七重浜への座礁を決め、22時12分頃に「機関故障により航行不能となったため七重浜に座礁する」と乗客に報じた。
22時15分
船長は、旅客に対して救命胴衣を着用するよう事務長を通じて指示を出した。
22時26分頃
海岸まであと数百メートルの函館港第三防波堤灯柱付近の地点（267°、0.8海里、距岸約0.6海里、水深12.4m、底質砂）において、後部船尾が3回ほど軽く撞触し座礁、船体は右舷に45度傾斜した。乗組員は座礁によって転覆の危険は回避されたと考え、乗客にもその旨を伝達したが、実際は船体が安定せず波浪によってさらに右傾斜を増していった。座礁の報告を受けて青函鉄道管理局（青函局）は救難本部の設置を決定。補助汽船4隻（いずれも150トン程度）を現場に向わせるが、激しい波浪により活動を断念した。
22時39分
洞爺丸はSOSを発信する。しかし陸上の関係者は、このSOSは座礁したことによって発信されたものであるとは理解できず、沈没にまで至ることを予想することはできなかった。
22時43分頃
船体を支えていた左舷錨鎖が激しい波浪に耐えきれず断裂した。この時点で船体は復原力を失っていたとされるが、ビルジキール（船底の横揺れ防止フィン）が乗り上げた海底の砂に刺さったためであるともいわれている。この時に船体は大波を受けて横倒しとなり、満載した客貨車の倒れる轟音とともに転覆した。機関停止後もボイラーは最後まで焚火（ふんか）を続け、船内の灯りは沈没5分前まで点燈していた。
22時45分頃
洞爺丸は、函館港防波堤灯台付近の地点（337°、2500m）で右舷側に約135度傾斜、船底を上にし、七重浜の海岸線に対して船体を平行の状態にして沈没するに至った。最後には船体がほぼ裏返しになり、海面上に船底を曝し、海底に煙突が刺さった状態になったといい、この洞爺丸だけでも乗員乗客1,314人のうち、乗員114人、乗客1,041人の計1155人が死亡または行方不明となった。救助された生存者は159人だった。

## 乗客
この事故では、国鉄本社での鉄道管理局長会議に出席する途中だった浅井政治・国鉄札幌総支配人と旭川・釧路の鉄道管理局長も巻き込まれて犠牲となり、北海道遊説の帰途だった冨吉榮二元逓信大臣と菊川忠雄衆議院議員も遭難。元衆議院議員の冨永格五郎や元宝塚女優の佐保美代子などの著名人や劇団中央芸術劇場所属の6人の団員も犠牲者の中に含まれている。逆に、当時中央競馬の調教師であった西塚十勝は、転覆した便の切符を持ちながらも私用で乗り遅れたこともありこの便には乗船せず難を逃れ、漫才師のWけんじの二人（東けんじ、宮城けんじ）も東が深酒し乗り遅れたために難を逃れ、一時期乗船が伝えられた川村善八郎衆議院議員も、その後誤報と判明し自身は遭難現場へと駆けつけている。
なお、激しい風雨や情報の混乱などで救助活動が遅れ、七重浜に打ち上げられた時点では生存していたもののそこで力尽きて亡くなった者が相当数いたという話もある。多くの犠牲者が一度に発生したことから既存の火葬場では処理が追いつかず七重浜に仮設の火葬場が設けられ、更に身元照会の混乱から遺族になりすまし補償金を詐取しようとする事件まで発生した。
事故直後「荒天での無理な出航は一等に乗船していた浅井総支配人及び旭川・釧路・青函局長らが国鉄本社での会議に間に合わせるために船長に出航を強要したものだ」との新聞記事が出され、後年になっても事故の一因として語られるが、これは一等から出航前に下船して事故を免れた乗客の放言によるところが大で、青函局長や乗組員の証言によると連絡船が遅れた場合に備えた切符の手配をしていたので、船長に出航を強要する必要はなかったと否定している。

## 洞爺丸以外の事故
当時の函館港内には8隻の船舶が在港しており、係留索切断・錨鎖切断・走錨などの事態となったが、沈没は免れた。しかし港外に錨泊・踟蹰（ちちゅう）した船9隻のうち、無事であったのは2隻のみで、2隻が座礁、5隻が沈没した。その5隻は、洞爺丸を含めてすべて青函連絡船である。
洞爺丸のほかにも、函館港外で碇泊した僚船北見丸、日高丸、十勝丸、大雪丸、第十一青函丸、第十二青函丸の6隻でも同じような状況が発生して、石狩丸、大雪丸、第十二青函丸は危機を逃れたものの、他の4隻は函館港外で相次いで転覆・沈没した（第十一青函丸は転覆しないまま船体破断で沈没）
。開口部である車両甲板に海水が浸入し滞留した場合、機関室への浸水を防ぎ切れないという、気付きそうで気付かれることのなかった連絡船の構造上の問題が浮き彫りになった。
特に第十一青函丸は、戦時標準船のため船体に使用されていた材質が脆いうえに、事故直前の6月から9月にかけて行われた船底補強工事で、かえって船体が歪み強度低下を生じさせたといわれ、大波を受けた衝撃で一気に船体が3つに破断した。
また、遭難した5隻は車両を積載していて、遭難を逃れた船は空船だった。車両を満載していたことによって重心が高くなっていたのに加え、車両甲板に海水が侵入し始めた際に、車両甲板に開口している機関室やボイラー室への換気口を閉鎖しようとしたが、車両が邪魔をしてこれらの開口部の閉鎖が完全に行えず、機関室等への浸水を防げなかったことが沈没の遠因となっている。
当時の函館湾内の波の波長は洞爺丸の水線長115.5mより僅かに長い約120mであり、この場合車両甲板へ流入する水の量が極端に増大し、しかも排出されにくくなることが後の調査で判明している。そのため、以後の連絡船は防水を徹底させるため車両積込口に防水扉を設置、さらに生き残った洞爺丸型3隻については下部遊歩甲板の角窓を水密性に優れた丸窓に交換、石炭積卸用の開口部を閉鎖するため燃料の重油転換も図られる。
- 第十一青函丸（2,851トン）：19時57分「停電に付き、後で交信を受ける」との通信を最後に途絶。後に波浪による船体破断のため沈没。乗員90名殉職。未発見遺体は44。全員が死亡したため正確な時刻は不明だが殉職者の時計から20時頃と推定されている[22]。
- 北見丸（2,928トン）：22時35分葛登支灯台沖にて転覆沈没。沈没地点が8キロも沖合だった事から乗員70名殉職、未発見遺体29。生存者6名。半数は行方不明で太平洋に流されたと見られる[注 17][23]。
- 洞爺丸（3,898トン）：22時43分七重浜沖600mにて座礁。後に転覆。22時41分頃、「SOS de JBEA 洞爺丸、函館港外青灯より267度8ケーブル（航海用語で長さ・距離の単位）の地点に座礁」と発信、直ちに「JBEA de JNI RRR SOS」と函館海保局が応答。「本船、500kc（キロサイクル。当時の無線周波数単位で現在のキロヘルツと同一）にてSOS、よろしく」が最後の打電となった[24]。乗客・乗員1,314名中1,155名死亡、生存者159名[注 18][25]。
- 日高丸（2,932トン）：23時32分SOSを打電中、23時40分防波堤灯台西方1.5kmにて転覆沈没。乗員56名殉職、未発見遺体2。生存者20名。最後の電文は「SOS de JQLY（＝日高丸） 函館防波堤灯台よりW9ケーブルの位置にて遭……（以下途絶）」[26]
- 十勝丸（2,912トン）：23時43分葛登支灯台沖8kmにて転覆沈没。乗員59名殉職[注 19]、生存者17名[27]。

洞爺丸以外の4隻が函館港外での停泊を選択した背景には、台風から避難する船舶で港内が混雑していることもあったが、当時港内の係船浮標（ムアリングブイ）に係船されていた貨物船エルネスト（アーネスト）号（イタリア船籍・7,341トン）が16時30分頃港内で走錨事故を起こしたことも背景にある。この時函館港内にある船舶では最大だったエルネスト号は5月にメキシコから石炭を輸送中に室蘭で座礁事故を起こして船底を破損、函館に回航後スクラップ前提の状態で係留されており、荒天操船に必要な人員がいなかった。連絡船の船長たちはエルネスト号が再度走錨した時に、狭い港内でかわすことに不安を感じていたといわれている。
また、沈没には至らなかったものの、アメリカ海軍のLST-1級戦車揚陸艦LST-546号（2,319トン）が座礁して難を逃れた、などの記録が残っている。更に海難救助にあたっていた海上保安庁のはつなみ型巡視艇「うらなみ」も二次遭難している（乗員は全員救助）。
一夜にして遭難した5隻をあわせた犠牲者は最終的に1,430人にも上り、戦争による沈没を除けば、発生時点では1912年のタイタニック号沈没、1865年のサルタナ号火災に次ぐ世界第3の規模の海難事故であった。他にも大雪丸のように沈没こそしなかったものの航行不能となった船もあり、青函連絡船は終戦前後の時期に近い壊滅的打撃を受けた。まさに航路開設以来、また未曾有の大惨事であった。
台風は、予想と異なり、渡島半島を通過せず日本海側を進んで北海道北西岸に接近、しかも速度を大きく落としさらに発達、南西に開口した函館湾には、台風の危険半円内に入ったこともあって暴風と巨大な波が長時間にわたって来襲することになった。また、台風の目と思われた晴れ間は台風の前にあった閉塞前線の通過によるものであった。しかし、この時代にはまだ気象衛星はなく、気象レーダーはようやく一部で運用に達した段階であり、また、気象観測機は在日アメリカ軍任せであったために、このような複雑な気象現象を正しく観測し、予想することは非常に困難なことであった。また事故後に行われた気象データの解析も困難をきわめることになった。
この特異な台風はその他にも西日本で約300名の死者行方不明を出すなど、各地に甚大な被害を残しており、後に「洞爺丸台風」と命名された。なお、閉塞前線により一時的な晴れ間が見えたということから想像されるように、近年では事故時点での洞爺丸台風は既に温帯低気圧になっていた可能性が高いと推定されている。

## 海難審判
1954年9月27日、函館地方海難審判理事所の理事官が、重大海難として高等海難審判理事所から応援を得て調査を開始。
10月1日、函館地方海難審判理事所所長が中間発表の記者会見で「調査の結果荒天準備が不十分で、船長の過失のにおいが濃くなった」と発表。同じ頃、最高検察庁は「平常の経験からこの程度では航行できると判断して出航したらしいので、業務上過失にはならない。また船長が死亡しているので問題にならない」との見解を発表した。
11月27日、函館地方海難審判理事所は函館地方海難審判庁に洞爺丸を含む5隻の沈没事故について審理申立を行なう。
1955年2月15日、函館地方海難審判庁で第一回の審理開始。受審人は各船の所属乗組員9名（事故当時非番のものを含む）。指定海難関係人は日本国有鉄道の総裁であった長崎惣之助及び青函鉄道管理局長、中央気象台長、函館海洋気象台長を指名。この後生き残った乗客・乗組員、青函局部課長、造船技師などを証人として審理が行なわれた。
2月25日、東京大学加藤弘教授らによる「洞爺丸等復元性鑑定書」が提出。
- 機関室等への漏水によるエンジン停止の原因となった車両甲板への海水の滞留は、水槽実験により波高6m、波周期9秒のときに最大量となることが判明[注 25]。この値は観測による推定値とほぼ同じであった[32]。
- 車両甲板上の滞水量は試算により250トン以下とされ、復原力には影響を及ぼすものではないとされた[33]。
- 七重浜での転覆は水槽による座州実験の結果、漂流中に右舷ビルジキール[注 26]が漂砂に引っかかったため船体が一点支持となり、そこへ大波が襲ったために転覆したと推定された[34]。

9月5日、理事官、受審人、指定海難関係人及び海事補佐人による最終弁論。
9月22日、洞爺丸について函館地方海難審判庁の裁決言渡。主文は「船長の運航に関する職務上の過失に起因して発生したものであるが、船体構造及び連絡船の運航管理が適当でなかった事も一因である」とし、指定海難関係人十河信二 に対して勧告した。気象台と青函鉄道管理局長については勧告を見送った。
12月21日、十勝丸・日高丸・北見丸・第十一青函丸について函館地方海難審判庁の裁決言渡。十勝丸・日高丸・北見丸については洞爺丸と同様の裁決となった。第十一青函丸については乗組員全員死亡により原因不明とされた。
これらに対し理事官・国鉄の双方から二審請求が提出される。
1956年4月6日、高等海難審判庁で第二審の審理開始。
1957年1月22日、この日の審理で気象庁から発表された「昭和二十九年台風十五号報告」に対する説明が行われ、国鉄側からも質疑を行なう。
1959年2月9日（他四隻については1960年3月15日）、ほぼ一審裁決を踏襲した裁決を発表。ただし、国鉄に対してはすでに改善措置がとられているとして勧告はなされなかった。
国鉄は内容を不服として東京高等裁判所に裁決取り消しを求めて提訴したが、同高裁は1960年8月3日、「海難審判の裁決は意見の発表に過ぎず、行政処分ではない」として訴えを却下。8月15日に最高裁判所に上告したものの、1961年4月20日に上告を棄却して裁決が確定した。
一方、審判進行中から「殉職した船長が弁明の機会のないまま一方的に断罪されること」について疑問視する意見が出され、海難審判庁で行われた海難審判制度改革の議論の中でも「海難で船長が殉職した場合、一言の弁明の機会もないまま裁決文に『職務上の過失』と明記されるのはいかがなものか」との意見がまとめられたため、その後は船長が殉職した海難事故の裁決理由の中に船長の名前が出たとしても、「『船長の職務上の過失』の語句は使用しない」と申し合わされることとなった。

## 事故後
この事故を教訓として既存連絡船への改修が施され、船尾車両積載口への水密扉の設置、下部遊歩甲板の旅客室窓の水密丸窓への交換、蒸気機関への重油燃焼装置や自動給炭機の設置、客載車両渡船（第十二青函丸、石狩丸）の車両甲板上にある旅客室の撤去による重心の低下化等が行われ、青函連絡船の運航についても、出航判断等は船長による決定に任されていたものが船長と青函局指令との合議制になり、荒天時には気象台との連絡を緊密にする、台風や低気圧通過時の退避先は湾が開口していて海峡の波浪が押し寄せやすい函館ではなく、陸奥湾の奥にあり波浪の影響を受けにくい青森とする等の改善措置が図られた。
この事故以降に新造される連絡船の船体構造についても、主機関のディーゼルへの転換、車両積載口への水密扉の採用、車両甲板下の旅客区画の廃止、機関室から車両甲板への開口部の全廃、凌波性・復元性の向上、船底部水密区画及び水密扉の設置、操舵性向上のための二枚舵が採用されるなど設計が大きく変更され、それまでにも増して安全性に力が入れられた。その結果、1988年の終航まで、青函連絡船で2度と洞爺丸事故級の大事故がおきることはなかったが、この事故をきっかけに、本州と北海道を地続きにする青函トンネル構想が急速に具体化された。

### 遭難した5隻と積載車両のその後

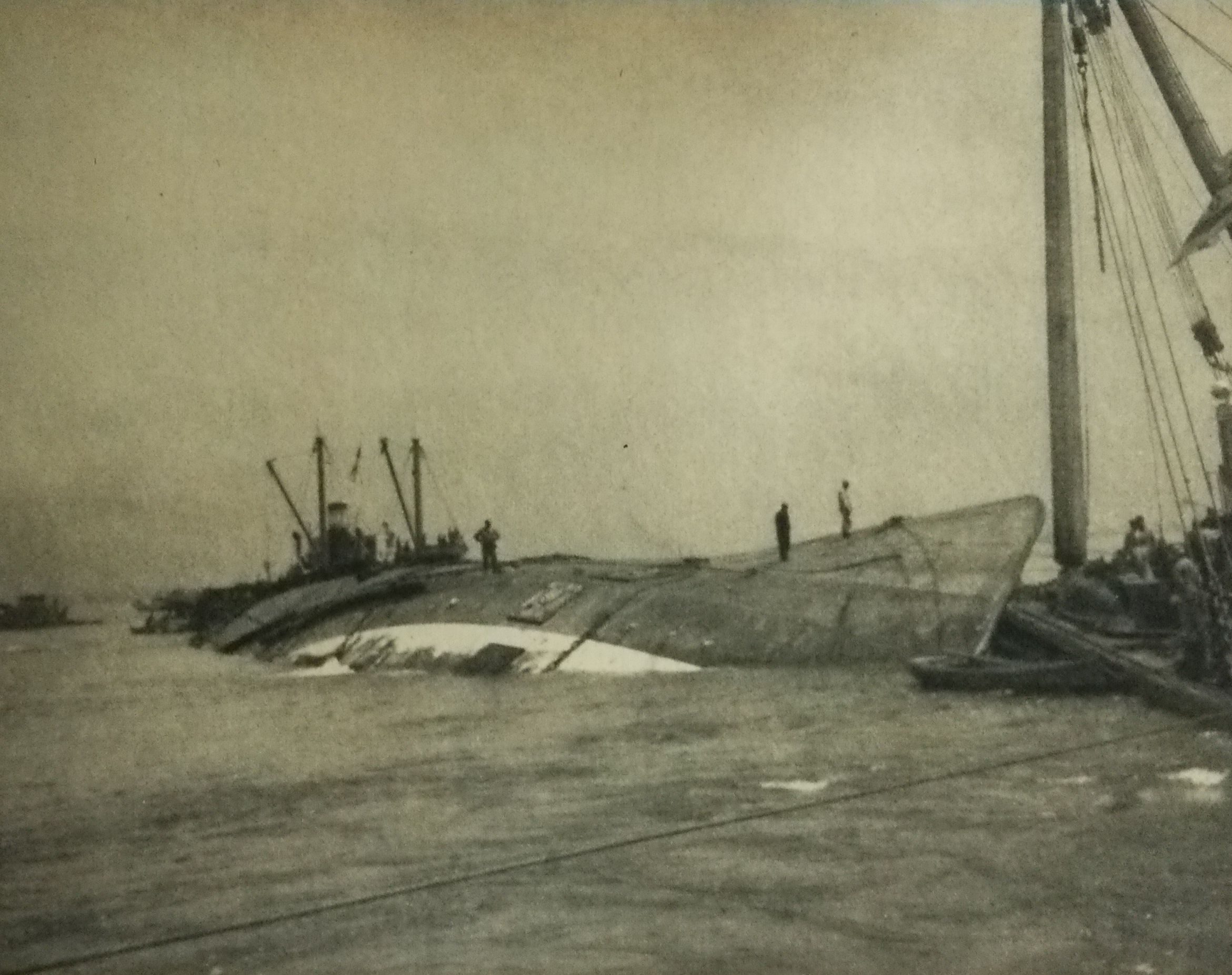
浮揚され、港へ曳航された洞爺丸

洞爺丸の船体は後日引き揚げられたが、引き揚げの遅延も災いして上部構造（特に右舷側）の損傷が著しく、現場検証後に解体された。また、第十一青函丸、北見丸も引き揚げ後の調査で船体の損傷が著しいことが判明し、同じく解体された。一方、十勝丸と日高丸は引き揚げ後の調査で車両甲板より上部の船体は喪失していたものの、損傷が軽微であったことや喪失部分を新製すれば再使用可能であることが分かり、喪失部分の船体を新製して1956年に航路に復帰。日高丸は1969年、十勝丸は最後の蒸気タービン船として1970年まで使用された。
また、第十一青函丸から洞爺丸に積み替えられたマイネフ38 5は翌1955年7月の等級制変更によりマロネフ49 5となったものの、マロネフ49 5は現車が存在しない書類上だけの車号となり、同じく洞爺丸に積まれたスニ73 1、マニ76 91と共に本船の保全命令が解かれた同年10月に正式に廃車手続きが取られた。

## 慰霊碑
- 台風海難者慰霊之碑 - 北海道北斗市七重浜7丁目。事故の翌年に犠牲者を悼む慰霊碑[注 29]が建てられた。
- 青函連絡船海難者殉難碑 - 函館護国神社の近く、函館山登山道口付近にあり、もとは戦時中に殉職した職員の霊を慰めるために1953年（昭和28年）に建立されたものだが、洞爺丸台風での殉職者も後に合祀されている。
- 洞爺丸遭難者慰霊碑 - 青森市の三内霊園に青森県民の遭難者と青函トンネル事故殉職者が合祀されている。

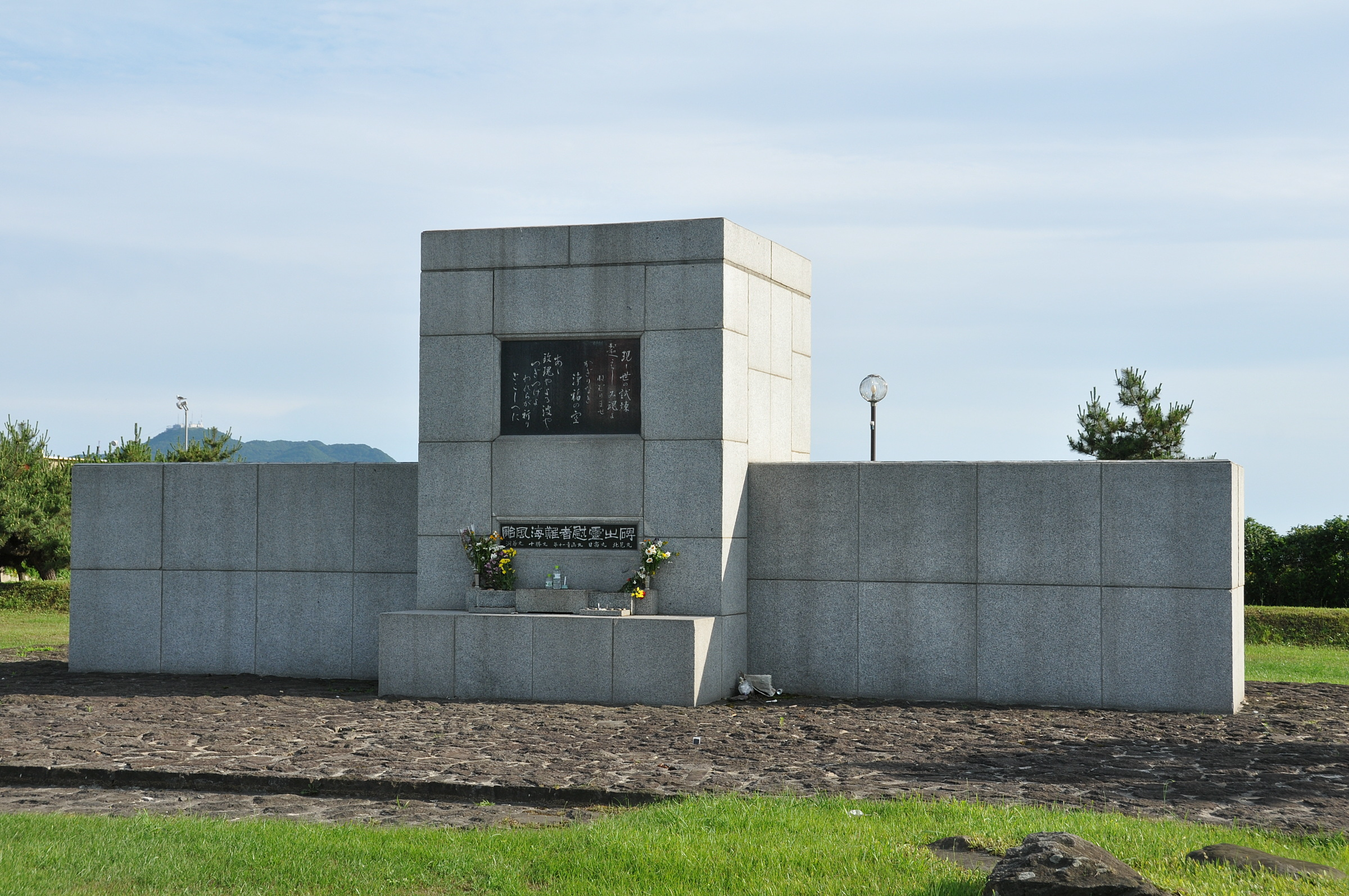
台風海難者慰霊之碑（北斗市七重浜）
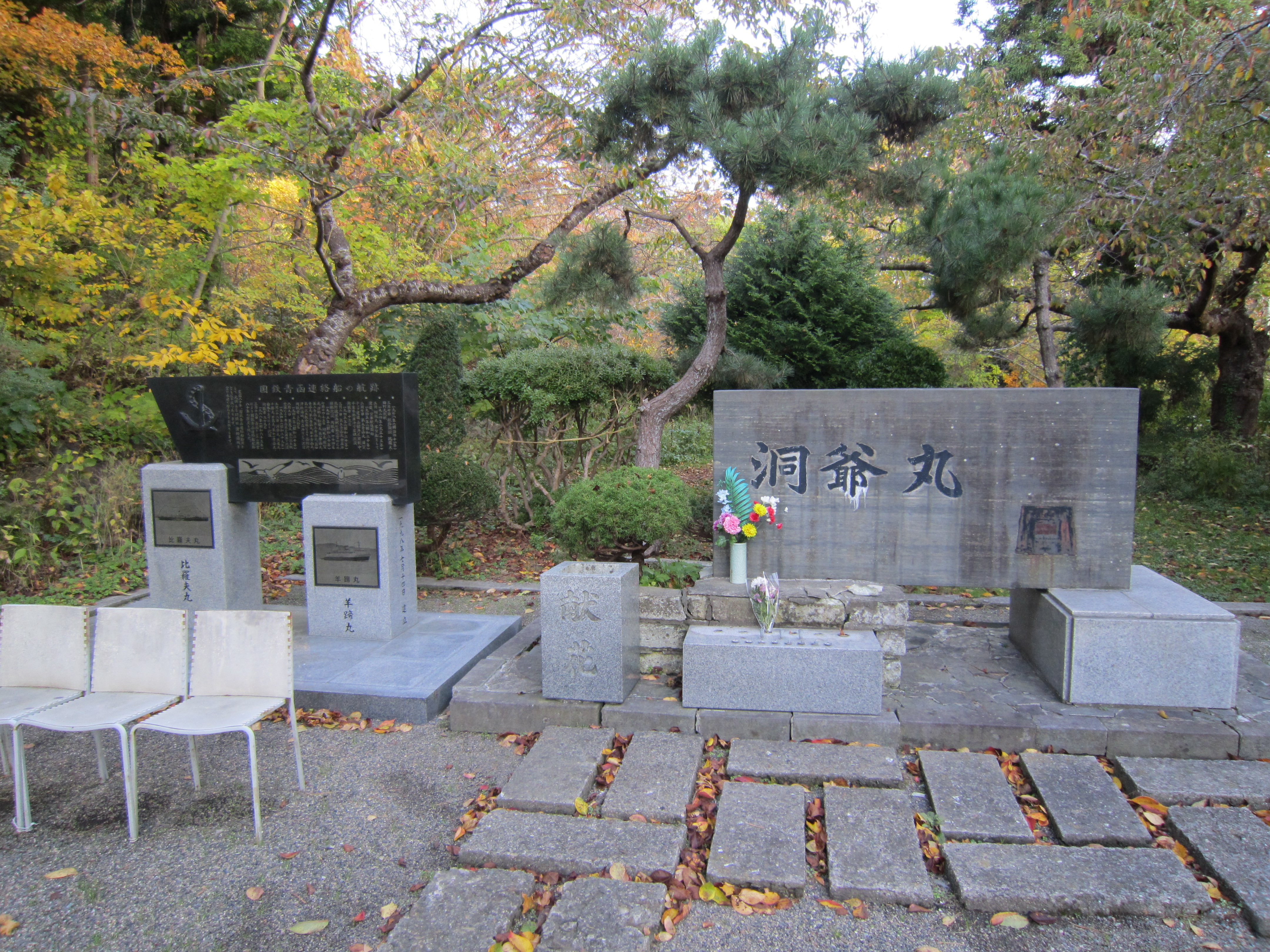
青函連絡船海難者殉難碑（函館市）
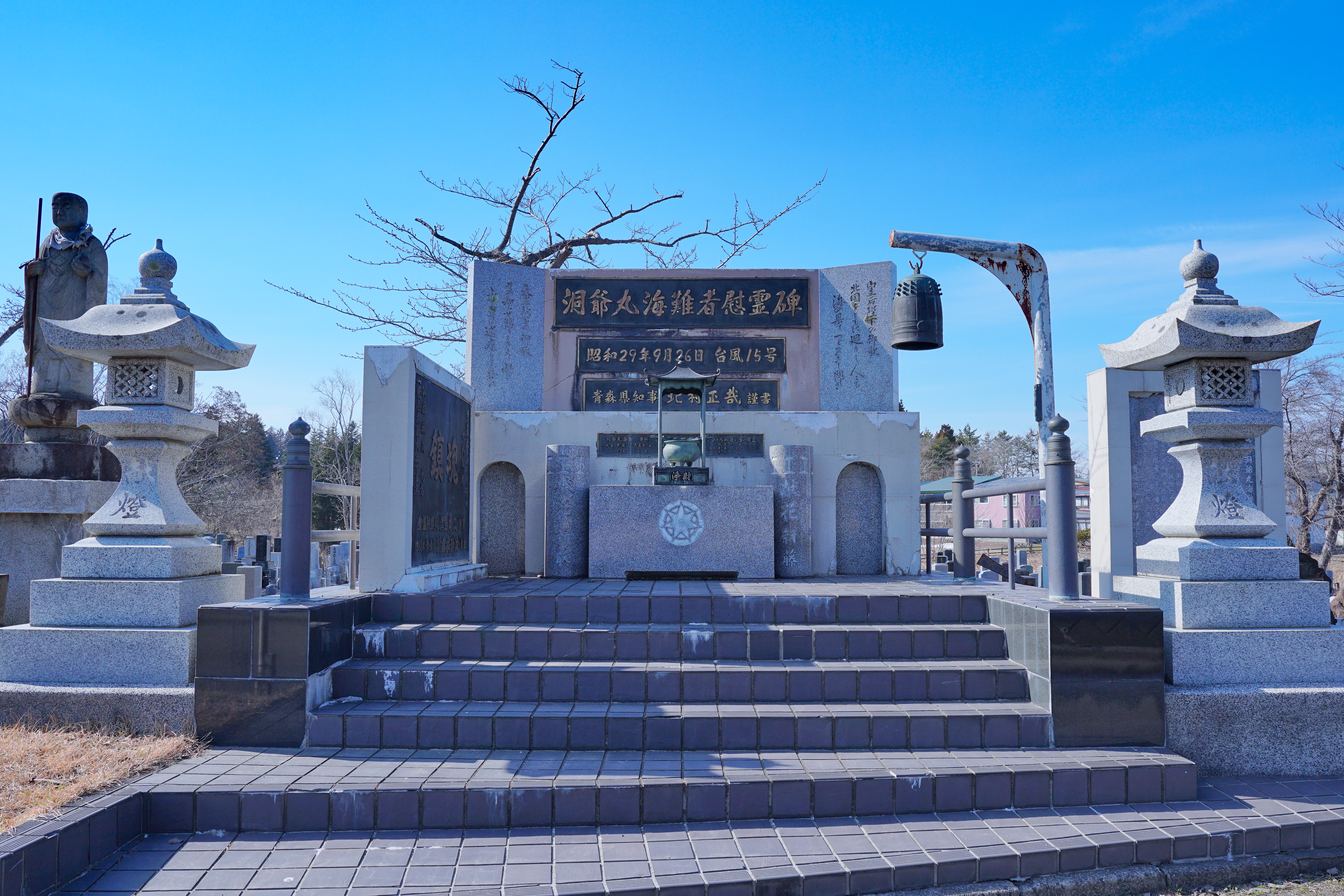
洞爺丸遭難者慰霊碑（青森市三内霊園）

## エピソード
- たまたま洞爺丸に乗り合わせた3名の外国人キリスト教宣教師（ディーン・リーパー (YMCA)[35]、アルフレッド・ストーン（メソジスト）、ドナルド・オース（メソジスト））の人道的な活動が伝わっている。リーパーが手品で子供を和ませたり、救命具を着せてやったりの行動があったという。リーパーとストーンは遭難死して、オースが奇跡的に生き残った[36]。
- 洞爺丸には郵便物が積載されており、青森鉄道郵便局の乗務員が乗務して船内で区分作業を行っていた。この事故により鉄道郵便乗務員4名が殉職した[37]。また、北海道から本州に向けて輸送中の郵便物が多数破損した。宛名ないし送り主が判明した郵便物については、事故に遭遇し遅延した旨を説明する付箋を貼ったうえで配達あるいは返送され、その中にはクラッシュカバーとして現存している物もある。
- 国鉄職員の殉職者の遺体捜索は後に回され、乗客のいなかった4隻に潜水夫が入ったのは事故から10日を経過してからのことであった[38]。
- 明らかに自殺をほのめかす遺書を携えた遺体が揚がり、投身自殺で死亡したのか、事故で死亡したのかが問題となった。最終的には事故で死亡したと判断された[18]。
- 当時日本中央競馬会（JRA）所属の西塚十勝調教師も洞爺丸に乗船予定だったが、直前に知人から湯ノ川温泉での宴会に誘われ、出席して船に乗りそびれたため結果的に命拾いしている。西塚はこの他にも関東大震災・ばんだい号墜落・ホテルニュージャパン火災など様々な事故・災害に遭遇しながら全てすんでの所で難を逃れており、「厄除け大師」と綽名された。
- 洞爺丸など青函連絡船5隻沈没の大海難事故に対し、各国から弔電が寄せられた[39]。
- 昭和天皇は事件の一カ月前、戦後巡幸の総仕上げとして洞爺丸で津軽海峡を渡り、北海道を訪れていた。天皇は本事故発生の報に悲嘆の思いを持ち『その知らせ 悲しく聞きて わざはひを ふせぐその道 疾くとこそ祈れ』と御製（和歌）を詠んだ[40]。

## 本事故を題材とした作品
- 飢餓海峡（水上勉の小説。「層雲丸」として登場。内田吐夢監督により映画化）
- 虚無への供物（中井英夫の推理小説）
- 氷点（三浦綾子の小説。作中で主人公の家族が洞爺丸に乗船し、事故に遭遇する）
- 洞爺丸はなぜ沈んだか（上前淳一郎のノンフィクション小説）
- 青函連絡船洞爺丸転覆の謎（連絡船乗務員・運航管理者を勤めた田中正吾によるドキュメント）
- あゝ洞爺丸 （1954年に公開された東映製作の映画。監督は小沢茂弘[41]。）
- うしおととら（藤田和日郎の漫画作品。本事故をモチーフとする「勇雪丸沈没事故」が登場する）
- わが家の歴史
- 尋ね人（谷村志穂の小説。作中で主人公の母のかつての恋人が洞爺丸に乗船し、事故に遭遇する）
- 烈風のレクイエム（熊谷達也の小説。洞爺丸は実名で登場。主人公は乗船するも奇跡的に生還する潜水夫）
- 残されたもの -ディーン・リーパー物語-（篠輝久によるノンフィクション。洞爺丸事故がディーン・リーパー宣教師を主体にして描かれている）
- ザ・シェフ（原作剣名舞作画加藤唯史の漫画作品。単行本22巻MENU④に本事故をモチーフとする津軽海峡冬景色が収録）